# Kanton La Plaine d'Illibéris
La Plaine d'Illibéris is een kanton van het Franse departement Pyrénées-Orientales. Het kanton maakt deel uit van de arrondissementen Céret (8)
Perpignan (1). In 2021 telde het 33.162 inwoners.

Het kanton werd gevormd ingevolge het decreet van 26 februari 2014 , met uitwerking op 22 maart 2015, met Elne als hoofdplaats.

## Gemeenten
Het kanton omvat volgende 9 gemeenten:
- Alénya
- Bages
- Corneilla-del-Vercol
- Elne
- Latour-Bas-Elne
- Montescot
- Ortaffa
- Théza
- Villeneuve-de-la-Raho